# 蒙塔奈
蒙塔奈（法語：Montanay，法語發音：[mɔ̃tanɛ] ⓘ）是法国里昂大都会的一个市镇，属于里昂区。

## 地理
蒙塔奈（45°52'45"N, 4°51'47"E）面积7.16 平方千米，位于法国奥弗涅-罗讷-阿尔卑斯大区里昂大都会，后者为法国的一个特殊地位集体，自2015年脱离罗讷省成立，位于法国中东部，中心城市为里昂。
与蒙塔奈接壤的市镇（或旧市镇、城区）包括：锡夫里约、米奥奈、卡尤叙方丹、索恩河畔弗勒里约、索恩河畔讷维尔、热奈。
蒙塔奈的时区为UTC+01:00、UTC+02:00（夏令时）。

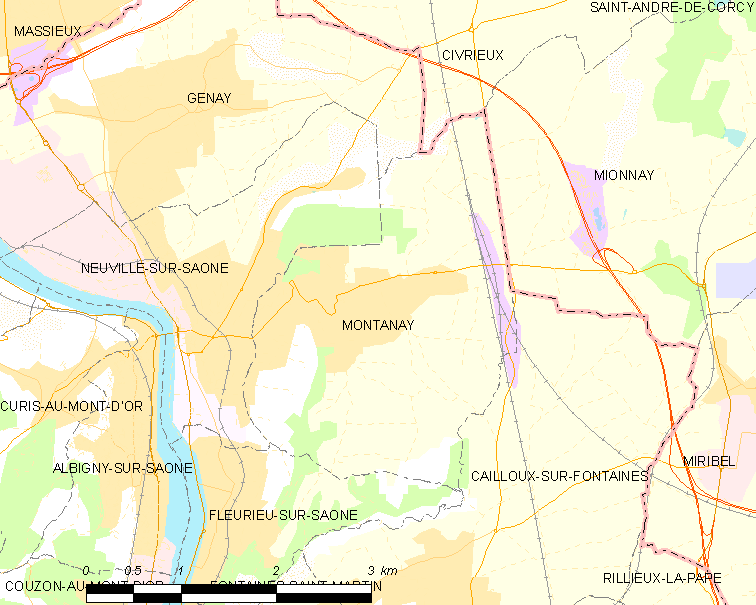
蒙塔奈的OSM定位图

## 行政
蒙塔奈的邮政编码为69250，INSEE市镇编码为69284。

## 政治
蒙塔奈的现任市长为吉尔贝·叙谢（Gilbert Suchet）先生，任期为2020-2026年。

## 人口

1962-2008年间蒙塔奈人口变化图示

蒙塔奈于2022年1月1日时的人口数量为3270人。